# فرانچسکا فرتی
فرانچسکا فرتی (انگلیسی: Francesca Ferretti؛ زادهٔ ۱۵ فوریهٔ ۱۹۸۴) بازیکن والیبال اهل ایتالیا است.